# Fynske bøndergårde
Fynske bøndergårde er en dansk dokumentarfilm fra 1991, der er instrueret af Ole Malling efter manuskript af ham selv og Kurt Rosenkrans Høyer.

## Handling
Denne artikel mangler et handlingsreferat. Hjælp os med at skrive det.